# باشگاه فوتبال نورشلان
باشگاه فوتبال نورشلان (به دانمارکی: Football Club Nordsjælland) باشگاهی در شهر فاروم در کشور دانمارک است.
این باشگاه در سال ۱۹۹۱ میلادی تأسیس شده است.

## افتخارات
- سوپر لیگ فوتبال دانمارک:
  - قهرمان: ۱۲–۲۰۱۱
- جام حذفی فوتبال دانمارک:
  - قهرمان (۲): ۱۰–۲۰۰۹، ۱۱–۲۰۱۰